# Марк VIII (папа Александрійський)
Марк VIII (копт. Ⲡⲁⲡⲁ Ⲁⲃⲃⲁ Ⲙⲁⲣⲕⲟⲥ; д/н — 21 грудня 1809) — 108-й папа (абба) Александрійський та патріарх усієї Африки при Святому Престолі Святого Марка у 1796—1809 роках.

## Життєпис
Походив з коптської священницької родини. Народився в місті Тама в районі Ґірґа у Верхньому Єгипті, отримавши ім'я Іван. Замолоду став ченцем монастиря Св. Антонія. 1796 року після смерті папи Іоана XVIII престол залишався вакантним протягом 4 місяців, поки не було обрано Марка.
Спочатку намагався зберігати добрі відносини з Ібрагім Беєм, шейх аль-баладом Мамлюцького Єгипту. 1798 року, коли висадився в єгипті французький генерал Наполеон Бонапарт вивявив обережність, засудивши тих, хто засвоює «звичаї західних націй» і «невідступно слідує за діячами зла». Це дозволило попередити винищення коптів, яке прийняла рада бейїв. Також не допустив цього Ібрагім Бей, що вчасно повернувся до Каїру. 
Втім по збільшенню успіху Бонапарта очільник церкви не завадив представнику знатної коптської родини Якубу Ханна сформувати дивізію, що увійшла до складу французької армії. Натомість генерал Жан-Батист Клебер, що залишився після Наполеона, скасував усі форми дискримінації коптів. 1800 року Марк VIII освятив новий коптський православний собор Святого Марка в Азбакеї, куди переніс свою резиденцію.
В подальшому офіційно папа не підтримував Бонапарта, за фактам сприяв французам. В результаті 1801 року під час повернення османських військ до Єгипту було влаштовано різанину коптів Каїру та Гізи, зокрема страчено 3 старійшин (архонтів) громади, а їх майно конфісковано. Щоб вижити копти вимушені були сплатити фідью (викуп за життя). З огляду на такі події приділяв більше уваги збереженню майна і будівель церкви, життя священників і прихожан, а не освіті та якості духовенства, яке перебувало в занепаді.
1805 року вітав прихід до влади Мухаммеда Алі, який після знищення мамлюків потребував розширення підтримки. Завдяки нормалізації відносин з цим правителем розпочалася політика щодо покращення становища коптів. Втім продовжували відбувати напади на церкви з боку мусульман, зокрема підпал верхньої та нижньої церков Св. Марії у Харет-Елрумі.
Помер папа Марк VIII 1809 року. Його наступником став Петро VII.